# Priesterwerder
Priesterwerder ist eine Insel im Fluss Havel. Sie liegt zwischen den Orten Bahnitz im Südosten und Döberitz im Nordwesten. Unmittelbar flussabwärts liegt die Insel Langer Großer Werder.